# Quecedo
Quecedo es una localidad del municipio burgalés de Merindad de Valdivielso, en la Comunidad Autónoma de Castilla y León (España).
La iglesia está dedicada a santa Eulalia de Mérida.

## Localidades limítrofes
Confina con las siguientes localidades:
- Al este con Arroyo de Valdivielso.
- Al sur con Población de Valdivielso.
- Al suroeste con Toba de Valdivielso.
- Al oeste con Santa Olalla de Valdivielso.
- Al noroeste con Puente-Arenas.

## Demografía
Evolución de la población
| Gráfica de evolución demográfica de Quecedo entre 2000 y 2017      |
|                                                                    |
| Población de derecho (2000-2017) según el padrón municipal del INE |

## Historia

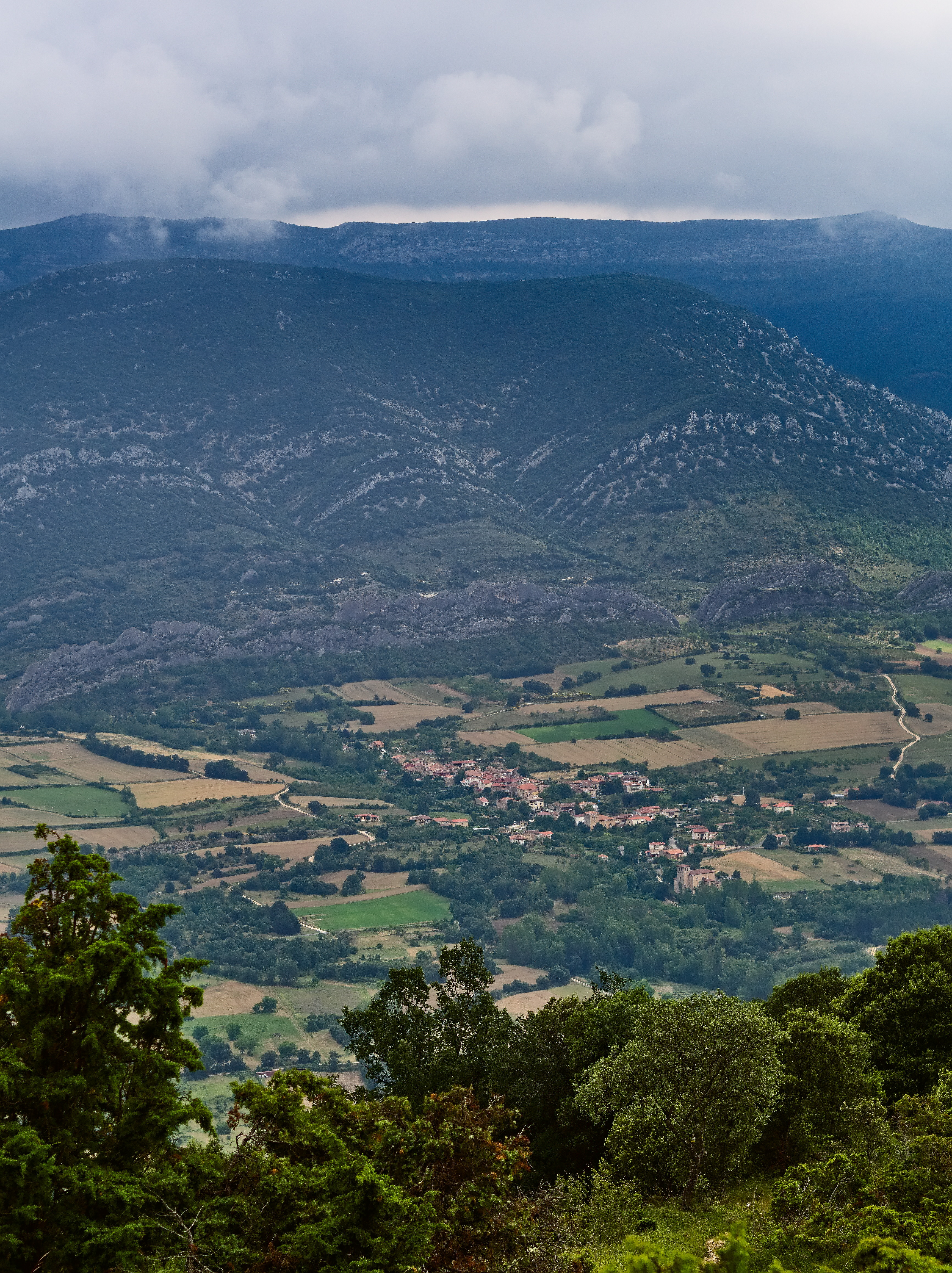
Quecedo visto desde el suroeste, a los pies de la sierra de la Tesla.

Así se describe a Quecedo en el tomo XIII del Diccionario geográfico-estadístico-histórico de España y sus posesiones de Ultramar, obra impulsada por Pascual Madoz a mediados del siglo XIX:

Aldea en la provincia, diócesis, audiencia territorial y capitanía general de Burgos (11 leguas), partido judicial de Villarcayo (3) y ayuntamiento titulado de la merindad de Valdivielso (3); Situada en llano, donde le combaten los vientos en todas direcciones; siendo su clima templado y bastante saludable. Se compone de 87 casas; escuela de primeras letras, concurrida por 30 alumnos de ambos sexos, y dotada con 14 fanegas de trigo; una fuente de buenas aguas dentro de la población; una iglesia parroquial (Santa Eulalia), servida por un cura y un sacristán, y una ermita bajo la advocación de San Lorenzo. El término confina con los de Puente-Arenas, Arroyo, Población y Quintana la Cuesta. Su terreno por el cual corre el río Ebro, es llano y de buena y mediana calidad. Caminos: el real que conduce a Rioja, Santander y Valmaseda, en buen estado. Correos: se reciben de la capital del partido por los mismos interesados. Producciones: trigo, maíz, habas, alubias, lentejas, arvejas, alholvas, patatas y vino; cría ganado lanar, vacuno y cabrío; caza de perdices, sordas y jabalíes, y pesca de anguilas, truchas y barbos. Industria: la agrícola, la arriería, 5 molinos harineros sobre las aguas del citado río. Población: 38 vecinos, 142 almas. Capital productivo: 418.500 reales. Imponible: 39.100.
Diccionario geográfico-estadístico-histórico de España y sus posesiones de Ultramar